# 醉後大學生
《21岁派对》（英語：21 & Over）是一部2013年美国青春喜剧片，是Jon Lucas与Scott Moore的导演处女作，Justin Chon 和 Miles Teller主演。

## 劇情
讲述一个医科大学的学生在考试前一晚，与自己的两个死党一起庆祝自己的21岁生日，结果局面完全失控。

## 演員
- Justin Chon（英语：Justin Chon） 飾 Jeff Chang
- 史蓋勒·奧斯丁 飾 Casey
- 麥爾斯·泰勒 飾 Miller
- Sarah Wright（英语：Sarah Wright） 飾 Nicole
- 弗朗索瓦·周 飾 Dr. Chang
- 喬納森·凱茲 飾 Randy
- Daniel Booko（英语：Daniel Booko） 飾 Julian
- Samantha Futerman（英语：Samantha Futerman） 飾 Sally Huang
- Eddy Martin 飾 Eddy
- Dustin Ybarra（英语：Dustin Ybarra） 飾 PJ Bril
- Christiann C飾tellanos 飾 Pledge Gomez
- Jeremiah Sird 飾 Dr. Cabahug

## 评价
以负评居多，烂番茄新鲜度只有26%。

## 外部連結
- 互联网电影数据库（IMDb）上《醉後大學生》的资料（英文）
- 豆瓣电影上《醉後大學生》的資料 （简体中文）
- Box Office Mojo上《醉後大學生》的資料（英文）